# Longvilliers, Yvelines
Longvilliers là một xã trong vùng hành chính Île-de-France, thuộc tỉnh Yvelines, quận Rambouillet, tổng Saint-Arnoult-en-Yvelines. Tọa độ địa lý của xã là 48° 34' vĩ độ bắc, 01° 59' kinh độ đông. Longvilliers nằm trên độ cao trung bình là 91 mét trên mực nước biển, có điểm thấp nhất là 79 mét và điểm cao nhất là 160 mét. Xã có diện tích 13,91 km², dân số vào thời điểm 1999 là 442 người; mật độ dân số là 31,8 người/km².